# Вассе, Франсуа-Антуан
Франсуа-Антуан Вассе (фр. François-Antoine Vassé; 1681, Тулон, Франция — 1736, Париж, Франция) — французский скульптор, декоратор и рисовальщик-орнаменталист эпохи стилей Регентства и раннего классицизмa.

## Биография

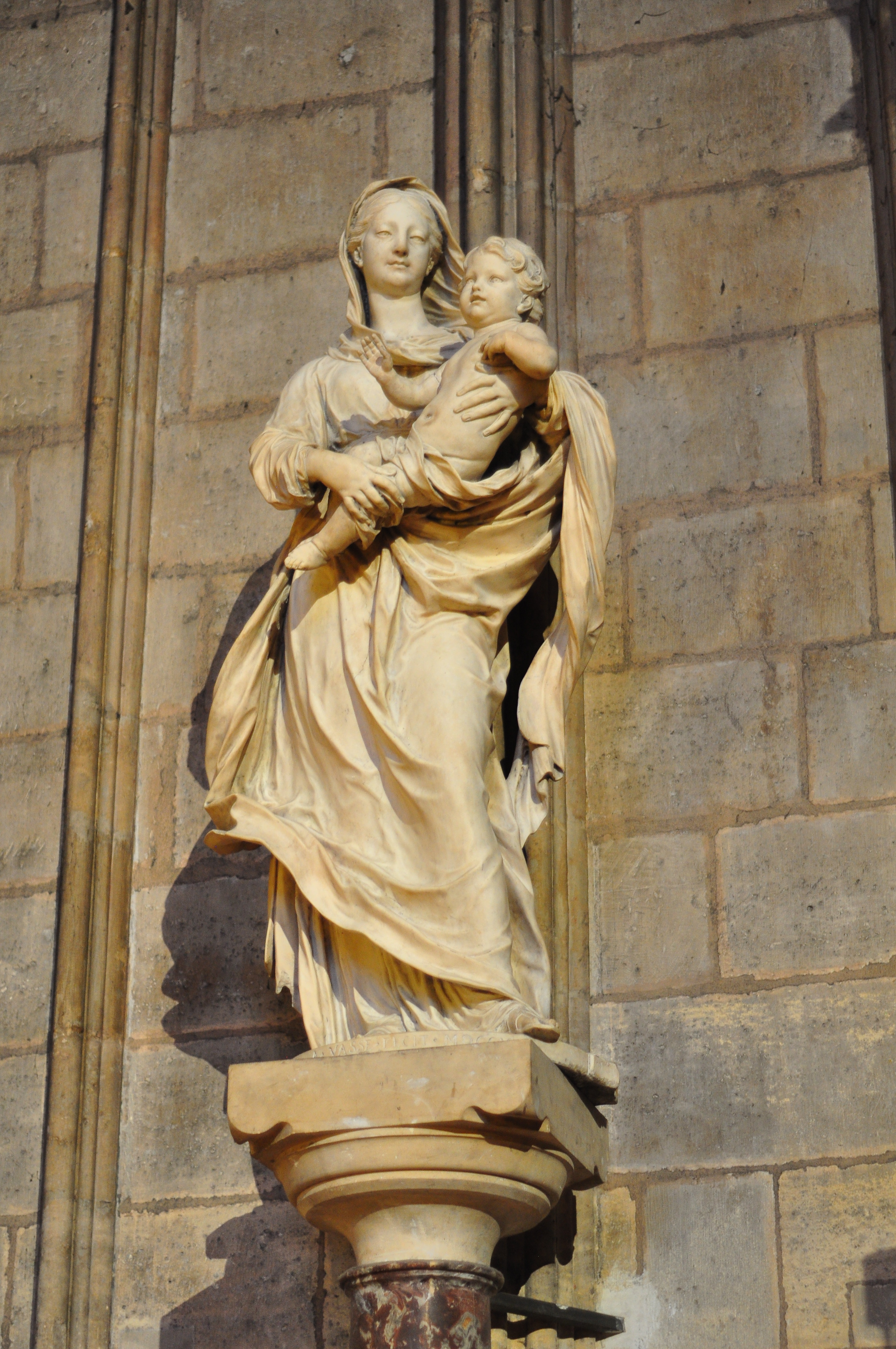
Ф.-А. Вассе. Мадонна с Младенцем. Собор Парижской Богоматери, Париж

Франсуа-Антуан, сын и ученик скульптора Антуана Вассе, учился скульптурному ремеслу у отца и, возможно, у Пьера Пюже. Сначала работал с отцом в родном городе Тулоне, главном военно-морском порту Франции. В 1715 году благодаря этому опыту он получил должность главного рисовальщика морского флота Франции, в обязанности которого входило проектирование и украшение интерьеров самых важных кораблей французского флота.
Франсуа-Антуан поселился в Париже, где весной 1707 года получил приз Королевской академии живописи и скульптуры. С 1708 года он работал скульптором-декоратором в Версале, а также во дворце Тюильри в Париже.
Франсуа-Антуан Вассе наряду с Жилем-Мари Оппенором считается выдающимся рисовальщиком и скульптором-декоратором в последние годы правления короля Людовика XIV. Сотрудничал с архитектором-декоратором Робером де Котом. В 1723 году он был принят в Королевскую академию.